# Lars Arvidsson (botaniker)
Lars Arvidsson, född 1949, är en svensk bryolog och lichenolog, verksam vid Göteborgs stadsmuseum. Auktorsnamnet Arv. kan användas för Lars Arvidsson (botaniker) i samband med ett vetenskapligt namn inom botaniken; se Wikipediaartiklar som länkar till auktorsnamnet.